# Peder Lunde (regatista, 1942)
Peder Lunde (Oslo, 9 de febrero de 1942) es un deportista noruego que compitió en vela en las clases Flying Dutchman y Star.
Participó en cuatro Juegos Olímpicos de Verano entre los años 1960 y 1976, obteniendo dos medallas, oro en Roma 1960 (Flying Dutchman) y plata en México 1968 (Star). Ganó una medalla de plata en el Campeonato Europeo de Flying Dutchman de 1962.

## Palmarés internacional
| Juegos Olímpicos   | Juegos Olímpicos      | Juegos Olímpicos | Juegos Olímpicos |
| Año                | Lugar                 | Medalla          | Clase            |
| ------------------ | --------------------- | ---------------- | ---------------- |
| 1960               | Roma (Italia)         | Medalla de oro   | Flying Dutchman  |
| Campeonato Europeo |                       |                  |                  |
| Año                | Lugar                 | Medalla          | Clase            |
| 1962               | Muiden (Países Bajos) | Medalla de plata | Flying Dutchman  |

| Juegos Olímpicos | Juegos Olímpicos          | Juegos Olímpicos | Juegos Olímpicos |
| Año              | Lugar                     | Medalla          | Clase            |
| ---------------- | ------------------------- | ---------------- | ---------------- |
| 1968             | Ciudad de México (México) | Medalla de plata | Star             |